# Pseudophorellia stonei
Pseudophorellia stonei es una especie de insecto del género Pseudophorellia de la familia Tephritidae del orden Diptera.

## Historia
Lima la describió científicamente por primera vez en el año 1953.